# Strukturalistisches Theorienkonzept
Das Strukturalistische Theorienkonzept oder auch der Wissenschaftstheoretische Strukturalismus (nicht zu verwechseln u. a. mit dem „linguistischen“ Strukturalismus) ist ein seit Anfang der 1970er Jahre entwickeltes wissenschaftstheoretisches Forschungsprogramm, in dem vom herkömmlichen Theorienbegriff, der Theorien als reine Mengen von Sätzen auffasst, abgegangen wird. Diese Position wird auch non-statement view genannt. Die Benennung "Strukturalistisches Theorienkonzept" wurde von Yehoshua Bar-Hillel eingeführt.

## Theoriebegriff
Im wissenschaftstheoretischen Strukturalismus wird eine Theorie als ein nicht rein sprachliches Gebilde angesehen, bestehend aus einer den mathematischen Strukturkern festlegenden Modellklasse, den intendierten Anwendungen, einer Datenmenge und einem Approximationsapparat. Der Strukturkern ist als Mathematisches Modell per Definition widerspruchsfrei. Zudem hat der Strukturkern selbst allgemein nur wenig bis gar keinen empirischen Gehalt und ist damit weitgehend immun gegenüber Falsifikation. Empirischen Gehalt erhält eine Theorie erst durch Einführung von Spezialgesetzen und Querverbindungen zu anderen Theorien (Theoriennetze). Die Menge der intendierten Anwendungen kann modifiziert werden, wenn sich abgeleitete empirische Sätze (Spezialgesetze) aufgrund der Datenlage als falsch herausstellen.
Als universelle Sprache der empirischen Wissenschaft gilt im Strukturalismus die Mengenlehre.
Eine Theorie {\displaystyle T} lässt sich in reduzierter Form durch den Kern  {\displaystyle K} und die Menge der intendierten Anwendungen  {\displaystyle I} darstellen:
{\displaystyle T=\left\langle K,I\right\rangle }
Der Kern {\displaystyle K}  besteht aus den Modellmengen der Theorie.
Balzer definiert die Struktur der Theorie {\displaystyle T} als Quadrupel:
{\displaystyle T=\left\langle M,I,D,U\right\rangle }
{\displaystyle M} ist eine Klasse von Modellen, {\displaystyle I} eine Menge von intendierten Systemen, {\displaystyle D} eine Menge von Datenstrukturen und {\displaystyle U} ein Approximationsapparat.

## Ein Beispiel: Die klassische Stoßmechanik (KSM)
Die klassische Stoßmechanik bietet ein oft angeführtes (etwa in
oder in) und überschaubares Beispiel.
{\displaystyle x} ist ein Modell für eine klassische Stoßmechanik (also {\displaystyle x\in M(KSM)}), wenn folgende Bedingungen erfüllt sind:
Es gibt eine Menge von Partikeln P, zwei bestimmte Zeitpunkte {\displaystyle t_{1},\ t_{2}}, die Geschwindigkeit wird mit v bezeichnet, und Masse mit m. Somit ist unser Modell folgendes:
{\displaystyle {\begin{aligned}1.\ &x=\left\langle P,\left\{t_{1},t_{2}\right\},\mathbb {R} ^{+},\mathbb {R} ^{3},v,m\right\rangle \\2.\ &{\text{P ist eine endliche, mindestens zweielementige Menge}}\\3.\ &t_{1},t_{2}\in R{\text{ und }}t_{1}<t_{2}\\4.\ &v:P\times \left\{t_{1},t_{2}\right\}\rightarrow \mathbb {R} ^{3}\\5.\ &m:P\rightarrow \mathbb {R} ^{+}\\6.\ &\Sigma _{p\in P}m(p)v(p,t_{1})=\Sigma _{p\in P}m(p)v(p,t_{2})\\\end{aligned}}}
Die erste Zeile beschreibt, dass unser Modell x aus den genannten Komponenten besteht.
Mit der zweiten Zeile wird dann angegeben, dass es mindestens zwei Teilchen gibt. Es soll ja zu einer Kollision kommen. Die dritte Zeile fordert dann, dass es zwei voneinander unterschiedliche, geordnete Zeitpunkte gibt. Wobei eben der zweite hinter dem ersten liegt.
In der vierten Zeile wird dann eine Abbildung für die Geschwindigkeit angegeben und in der fünften die Abbildung  für die Masse.
Entscheidend ist nun die sechste Zeile, denn hier wird nun das wirklich inhaltsreiche Verhältnis von Masse, Geschwindigkeit und Ort zu beiden Zeitpunkten {\displaystyle t_{1}} und {\displaystyle t_{2}} über den Impulserhaltungssatz beschrieben.

## Geschichte
Obwohl ursprünglich zur wissenschaftstheoretischen Begründung physikalischer Theorien entwickelt, sind bisher auch viele nichtphysikalische Theorien innerhalb des wissenschaftstheoretischen Strukturalismus rekonstruiert worden.
Wesentliche Beiträge lieferten Patrick Suppes, Joseph D. Sneed, Wolfgang Stegmüller, Carlos Ulises Moulines und Wolfgang Balzer. Ähnliche Forschungsprogramme, welche manchmal auch unter den wissenschaftstheoretischen Strukturalismus eingeordnet werden, wurden auch von Günther Ludwig und Erhard Scheibe entwickelt.
In der Psychologie wurde in Deutschland der Ansatz von Rainer Westermann (Greifswald), Hans Westmeyer (FU Berlin), Ekkehard Stephan (Uni Köln), Peter Gerjets, Elke Heise (Uni Göttingen) und Willi Hager (Göttingen) bekannt gemacht und vorangetrieben.
Anregung für die Entwicklung des strukturalistischen Theorienkonzepts war zum einen die von Thomas S. Kuhn beschriebene historische Entwicklung der Wissenschaften und zum anderen die Problematik der theoretischen Begriffe.